# 平塚らいてう
平塚 らいてう（ひらつか らいちょう、1886年（明治19年）2月10日 - 1971年（昭和46年）5月24日）は、日本の思想家、評論家、作家、フェミニスト、女性解放運動家。本名は平塚 明（ひらつか はる）。

## 概要
大正から昭和にかけ、婦人参政権など、女性の権利獲得に奔走した活動家の一人として知られるが、結局、その実現は、第二次大戦後、連合国軍の日本における占領政策実施機関GHQ主導による「日本の戦後改革」を待たなければならなかった。
しかし、1911年（明治44年）9月、平塚25歳の時、雑誌『青鞜』の創刊を祝い、自らが寄せた文章の表題「元始、女性は太陽であった」は、女性の権利獲得運動を象徴する言葉の一つとして、永く人々の記憶に残ることとなった。
第二次世界大戦後は主に反戦・平和運動に参加した。日本女子大学校（現：日本女子大学）家政学部卒、2005年（平成17年）に同大学は卒業100年を記念して「平塚らいてう賞」を創設した。
なお、氏名表記は漢字で、「平塚 雷鳥」としたり、「平塚 明子（ひらつか らいてう）」として評論の俎上に上がることもある。また、1908年（明治41年）3月（22歳）に塩原で森田草平と心中未遂事件（塩原事件）を起こし、自身の名が広く知られると本名で活動するなど、時期によっても平塚の氏名表記は異なる。

## 生涯

### 出自
1886年（明治19年）2月10日、東京府東京市麹町区土手三番町（現在の東京都千代田区五番町）に3人姉妹の末娘として、裕福な家庭に生まれる。生まれつき声帯が弱く、声の出にくい体質だった。父・平塚定二郎は明治政府の高級官吏（会計検査院に勤務）、のちに一高の講師も務めた。母・光沢（つや）の両親は徳川御三卿のひとつ田安家奥医師の飯島家の夫婦養子となった。両親は教育熱心であった。

### 学生時代

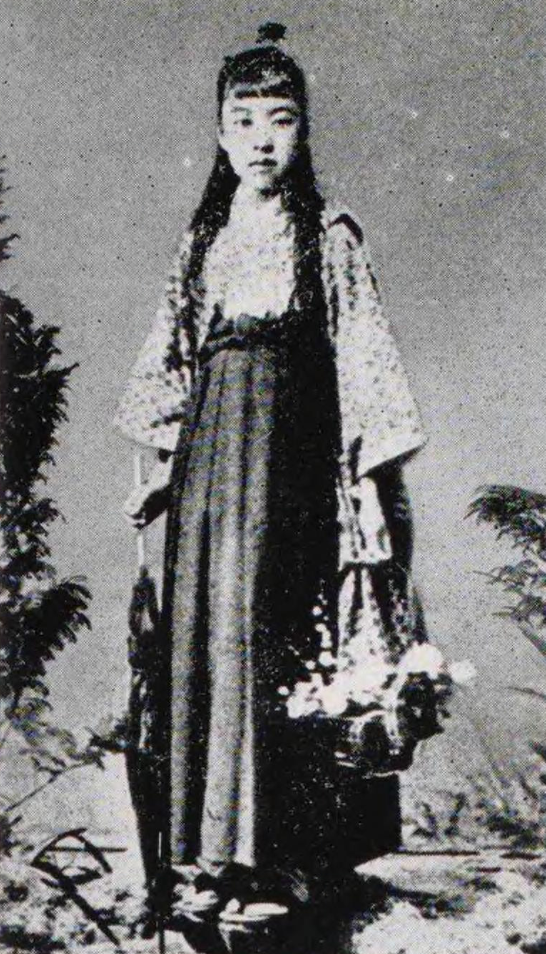
東京女子高等師範学校附属高等女学校時代

幼少時は、1887年（明治20年）から1年半欧米を視察巡遊した父の影響で、ハイカラで自由な欧米的な環境で育った。しかし、1892年（明治25年）に富士見尋常高等小学校（現：千代田区立富士見小学校）に入学してまもなく、父は従来の欧米的な家風を捨て去り、国粋主義的な家庭教育を施すようになった。
1894年（明治27年）、平塚家は本郷区駒込曙町（現：文京区本駒込一丁目、二丁目辺り）に引越し、明は本郷区公立誠之尋常小学校（現：文京区立誠之小学校）に転入。1898年（明治31年）に誠之小学校高等科を卒業し、父の意思で当時国粋主義教育のモデル校だった東京女子高等師範学校附属高等女学校（現：お茶の水女子大学附属高等学校）に入学させられ、良妻賢母主義の教育に不満を持ち、級友と「海賊組」を結成し、修身（道徳）の授業をボイコットしたこともあった。
1903年（明治36年）に「女子を人として、婦人として、国民として教育する」という教育方針に憧れて日本女子大学校（現：日本女子大学）家政学部に「女子には女学校以上の学問は必要ない」という父を説得して入学。しかし、翌年に日露戦争が勃発すると、徐々に国家主義的教育の度合いが強くなり、その中にお茶の水時代と同じ思想を見出すと大学生活にひどく幻滅した。この頃から、自分の葛藤の理由を求めるために宗教書や哲学書などの読書に没頭する。1905年（明治38年）には禅の存在を知り、日暮里にある禅の道場「両忘庵」（現：人間禅擇木道場）に通い始めるようになった。禅の公案修行で見性を許され、悟りを開いた証明として慧薫（えくん）禅子という道号を授かっている。1906年（明治39年）に日本女子大学校を卒業。両忘庵で禅の修行をしながら、二松学舎（現：二松學舍大学）、女子英学塾（現：津田塾大学）で漢文や英語を学び、1907年（明治40年）にはさらに成美高等英語女学校に通うようになった。
成美高等英語女学校でテキストとして使われたゲーテの『若きウェルテルの悩み』で初めて文学に触れ、文学に目覚める。東京帝大出の新任教師生田長江に師事し、生田と森田草平が主催する課外文学講座「閨秀文学会」に参加するようになった。生田の勧めで処女小説「愛の末日」を書き上げ、それを読んだ森田が才能を高く評価する手紙を明に送ったことがきっかけで、二人は恋仲になった。

#### 心中未遂騒動で一躍知名度上昇
22歳の時、1908年（明治41年）2月1日に森田と初めてのデートをするが、同年3月21日に塩原から日光に抜ける尾頭峠付近の山中で雪の中、心中未遂を警察から救助されるという塩原事件あるいは煤煙事件を起こし、一躍有名になる。「参加していた文学研究会の講師かつ夏目漱石の弟子だった森田草平と家出し、栃木・那須の雪山にいたところを警察に保護された」という事実はスキャンダルとし大きく報じられ、バッシングにさらされた。そのため、日本女子大学校の桜楓会の名簿から明の名を抹消している。その後、1992年（平成4年）に復活する（『日本女子大学学園事典』）。

### らいてうの誕生
明は、塩原事件を機に生田長江の強いすすめで、日本で最初の女性による女性のための文芸誌『青鞜』の製作に入った。資金は母からの援助で「いつか来るであろう娘明の結婚資金」を切り崩したもの。その資金を元に青鞜社を立ち上げ、企画は明の同窓生や同年代の女性に拠り、明は主にプロデュースに回った。
表紙は長沼智恵が描き、与謝野晶子が「山の動く日来る」の一節で有名な「そぞろごと」という詩を寄せた。明は『元始女性は太陽であつた - 青鞜発刊に際して』という創刊の辞を書くことになり、その原稿を書き上げた際に、初めて「らいてう」という筆名を用いた。ペンネーム「らいてう」は塩原事件の後、傷心の時のために一時期過ごした長野県で心引かれた鳥の「雷鳥」から名付けている。
らいてうらによる青踏社の発起人会は6月1日、『青鞜』は1911年（明治44年）9月に創刊され、男女で両極端な反響を巻き起こした。一方で女性の読者からは手紙が殺到し、時には平塚家に訪ねてくる読者もいたほどだったが、その他方、男性の読者あるいは新聞の視線は冷たく、青鞜社を揶揄する記事を書き、時には平塚家に石が投げ込まれるほどだった。なお同年9月、金子筑水がはじめて日本にエレン・ケイを紹介しており、そのケイに関心を持ったらいてうが訪ねてきた河井酔茗に話したところ、酔茗から「今森鴎外さんの処（ところ）でもその話が出た」と言われたという。らいてうは「そののち、ケイの思想が、わたくしの、ものの考え方や生活の上にも変化をもたらした。」と、51年後に鴎外の回想文で書いた。ちなみに1912年（大正元年）12月、石坂養平がケイを紹介する「自由離婚説」を『帝国文学』に発表すると、早速ケイの著作『恋愛と結婚』を購入し、ケイに傾倒して行った。

### 奥村博史との出会いと扶養

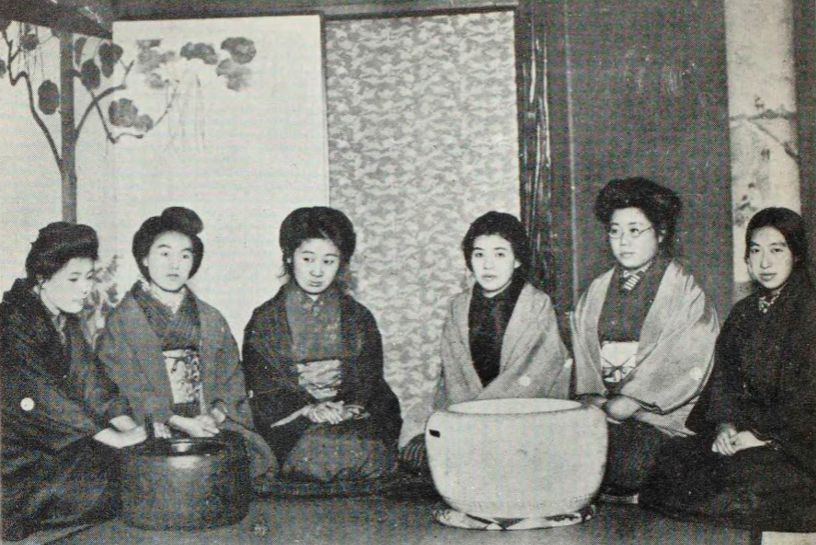
左から小林哥津、岩野清子、中野初子、荒木郁子、保持研子、平塚らいてう（1913年）

『青鞜』創刊の翌1912年（明治45年）5月5日、読売新聞が「新しい女」の連載を開始し、第1回に与謝野晶子のパリ行きを取り上げた。翌6日には、総勢500余名が見送ったという晶子の出発の様子を「ソコへ足早に駆け付けたのは青鞜同人の平塚明子で（中略）列車の中へ入って叮嚀（ていねい）に挨拶を交換して居る。」などと報じた。翌6月の『中央公論』（与謝野晶子特集号）は、鴎外の評価が掲載された。
樋口一葉さんが亡くなってから、女流のすぐれた人を推すとなると、どうしても此人であらう。（中略）序だが、晶子さんと並べ称することが出来るかと思ふのは、平塚明子さんだ。（下略）
対するらいてうは、鴎外の回想をいくつか書き残した。
「たとえば、「青鞜」—ブリュウ・ストッキングという名は非常によかったと褒めていられたということが、まず誰からか伝えられたのでした。後日、「青鞜」は鴎外のつけた名だなどもっぱら伝えられたのは、あるいはこれが転化したものかもしれません。奥様の森しげ女さんが「青鞜」の賛助員でしたから、雑誌が毎号お手許に届いているからでもありましょうけれど、（中略）とにかく「青鞜」とともに先生に見守られているのだというような気持ちをある期間もっていたものでした。そしてこれらのことは漱石の婦人に対する態度、その無関心さと、無理解さと比べて何という違い方でしょう。」
。
もっとも、青鞜社に集まる女性が「五色の酒事件」や「吉原登楼事件」、「らいてうと紅吉の同性愛事件」などの騒動を起こすと、平塚家には投石が相次いだ。しかし、らいてうはそれをさほど意に介せず、「ビールを一番沢山呑むだのはやはりらいてうだった」と編集後記に書いて社会を挑発するだけの余裕があった。そのうちに「新しい女」というレッテルを貼られるようになった。
すると、らいてうは『中央公論』の1913年（大正2年）1月号に「私は新しい女である」という文章を掲載すると同時に婦人論を系統立てて勉強し始め、同年の『青鞜』の全ての号には、付録として婦人問題の特集が組み込むようになった。しかし、『青鞜』の1913年2月号の付録で福田英子が「共産制が行われた暁には、恋愛も結婚も自然に自由になりましょう」と書き、「安寧秩序を害すもの」として発禁に処せられると、らいてうは父の怒りを買い、家を出て独立する準備を始めることになった。
青鞜社は『青鞜』の他にも1912年（大正元年）末に岡本かの子の詩集『かろきねたみ』を皮切りに、翌1913年3月に『青鞜小説集』などを出版している。『青踏』1912年5月-10月に評論「円窓」を発表、1913年5月にらいてうの処女評論集『円窓より』も出ているが、出版直後5月に「家族制度を破壊し、風俗を壊乱するもの」として発禁に処せられている。同書は1913年6月『※<外字。とざし>ある窓にて』と改題して刊行された。

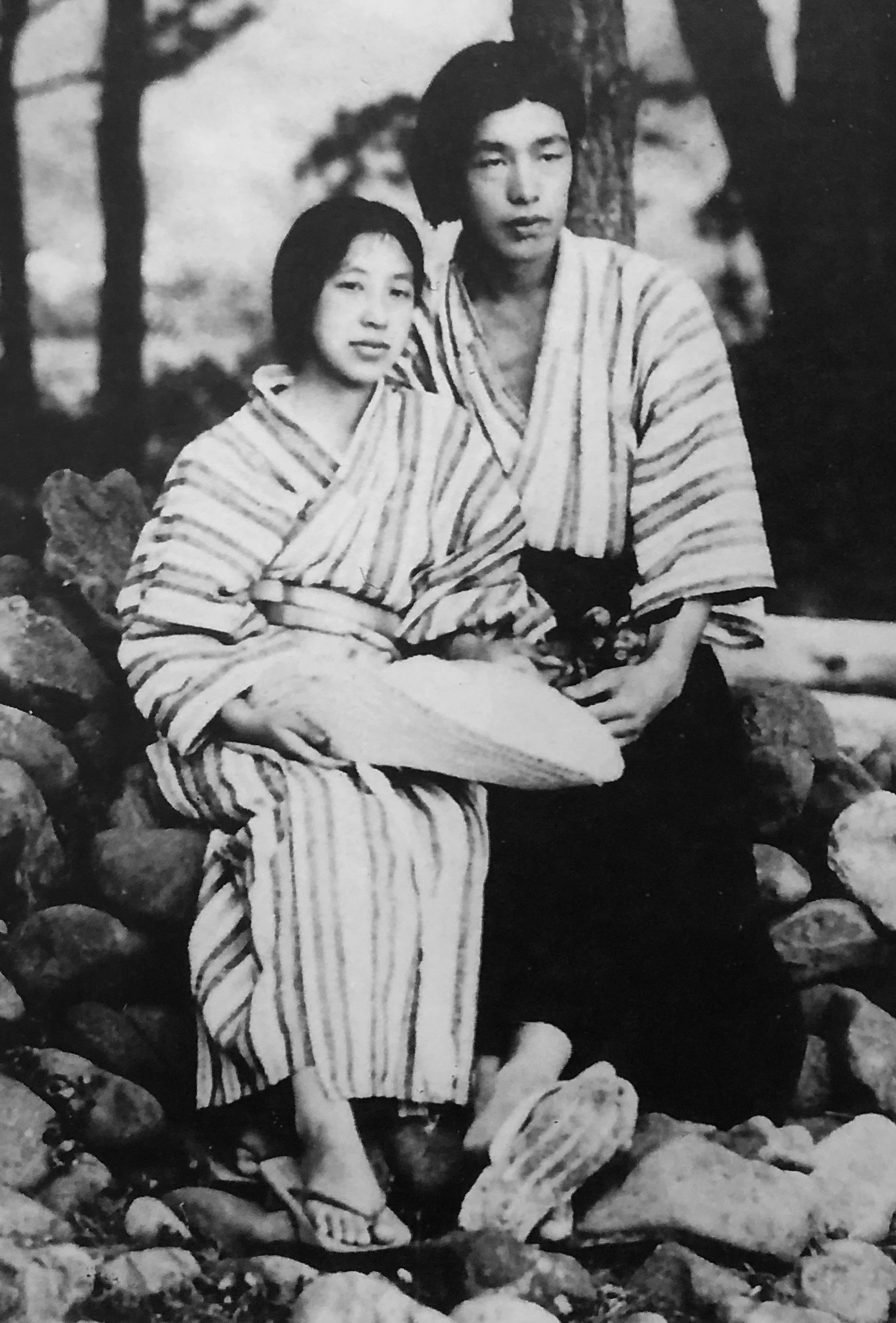
平塚と夫の奥村博史。1914年夏、伊豆の土肥温泉にて。

また、時期を並行して、1912年夏（26歳）に茅ヶ崎で画家志望で美術学校に通う5歳年下の青年奥村博史と出会い、青鞜社自体を巻き込んだ騒動ののちに事実婚（夫婦別姓）で同居を始めている（息子が産まれた後に婚姻届を提出し、結婚）。らいてうはその顛末を『青鞜』の編集後記で読者に報告し、同棲を始めた直後の1914年（大正3年）2月号では『独立するに就いて両親に』という私信を『青鞜』誌上で発表している。ここで、パートナーは画家の奥村博史で「共同生活」ということを公表した。結婚制度への反発から、入籍はせず、奥村と二児をもうけている。奥村は病弱かつ絵はあまり売れず、家計はらいてうの原稿収入頼みのヒモ状態であったため、経済的な苦労は多かった。これは、後述の出産・育児への国の支援の在り方について、与謝野晶子らと激しい「母性保護論争」を繰り広げることに繋がっている。
独立後、奥村との家庭生活と『青鞜』での活動の両立が困難になり始めると、1915年（大正4年）1月号から伊藤野枝に『青鞜』の編集権を譲った。『青鞜』は従来の文芸雑誌+αとは別の、強いて言えば「無政府主義者の論争誌」として活気付いたが、その1年後には、伊藤野枝と交際を始めた大杉栄が、以前より大杉と交際していた神近市子に刺される日蔭茶屋事件があり、休刊することになった。
奥村との間には2児（長男、長女）をもうけたが、らいてうは従来の結婚制度や「家」制度をよしとせず、平塚家から分家して戸主となり、2人の子供を私生児として自らの戸籍に入れている。
らいてうは1917年に発表した原稿「避妊の可否を論ず」において優生学を肯定的に取り上げ、産児制限の重要性を説いた。

### 与謝野晶子との母性保護論争
『青鞜』の編集権譲渡後は奥村の看病や子育てなどに追われていたが、1918年（大正7年）、婦人公論3月号で与謝野晶子が『女子の徹底した独立』（国家に母性の保護を要求するのは依頼主義にすぎない）という論文を発表すると、これに噛み付き、同誌5月号で『母性保護の主張は依頼主義か』（恋愛の自由と母性の確立があってこそ女性の自由と独立が意味を持つ）という反論を発表した。すると、山川菊栄がこの論争に加わり、同誌9月号で『与謝野、平塚2氏の論争』（真の母性保護は社会主義国でのみ可能）という論文を発表。その後、山田わかなどが論争に加わると一躍社会的な現象になった。（母性保護論争）
この論争の中、1919年（大正8年）の同誌1月号で、らいてうは『現代家庭婦人の悩み』（家庭婦人にも労働の対価が払われてしかるべき、その権利はあるはず）を発表している。同年夏には愛知県の繊維工場を視察し、その際に女性労働者の現状に衝撃を受け、その帰途に新婦人協会設立の構想を固めている。

### 新婦人協会

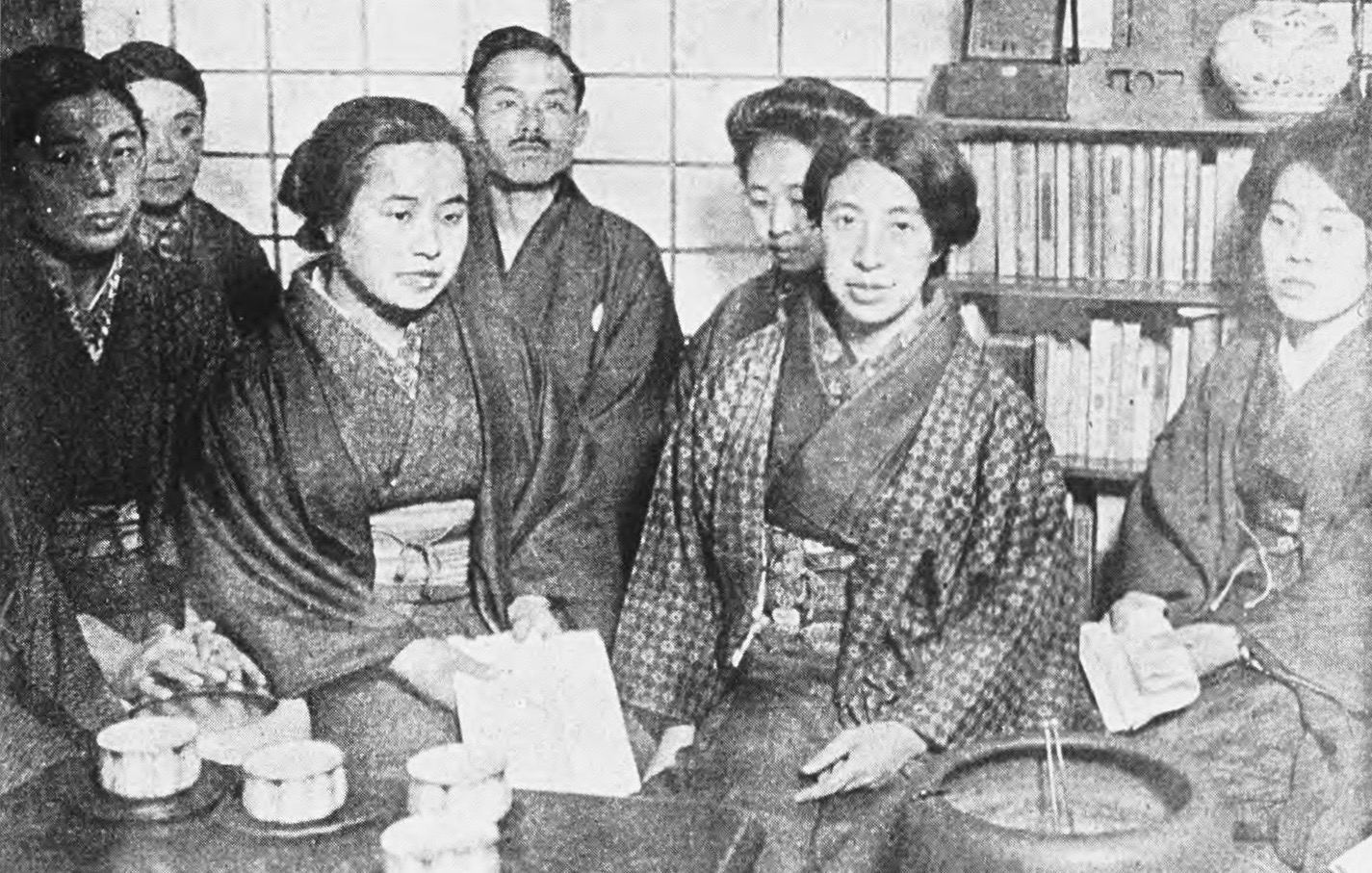
「新婦人協会」のメンバー。左から、市川房枝、一人おいて奥むめお、平山六之助、近藤真柄、平塚らいてう。右端の女性は不明。1920年1月6日撮影。

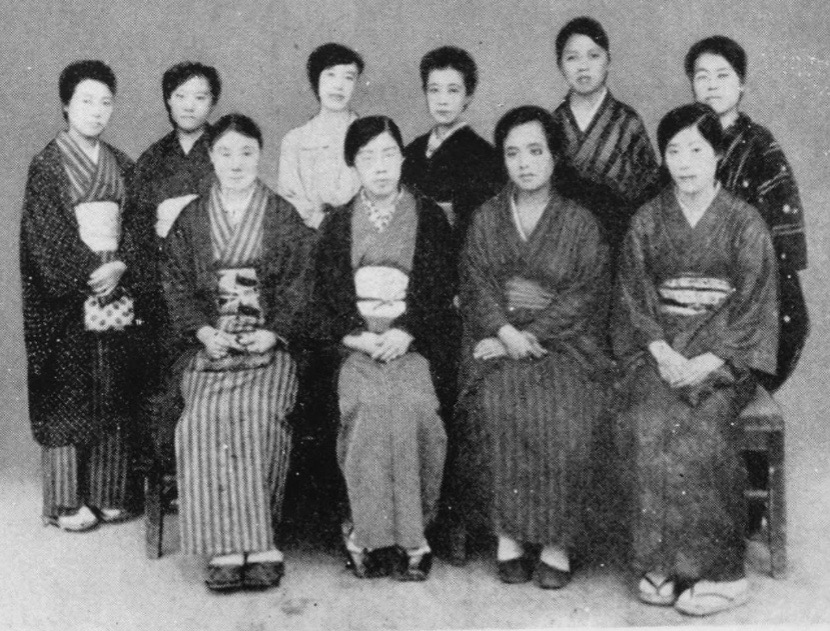
「新婦人協会」のメンバー。前列左から、菊池ミツ、積しな子、奥むめお、塚本仲子。後列左から、坂本真琴、佐々木伊都子、平塚らいてう、田中芳子、田島ひで、島野初子。

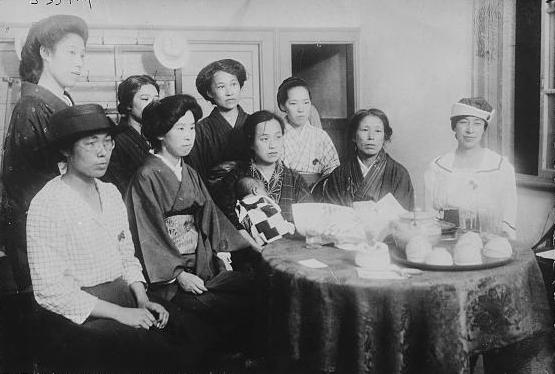
前列左から、市川房枝、氏名不詳、奥むめお、西川文子、平塚らいてう。1920年7月18日撮影。

新婦人協会は、1919年（大正8年）11月24日に、市川房枝、奥むめおらの協力のもと、らいてうにより協会設立が発表され、「婦人参政権運動」と「母性の保護」を要求し、女性の政治的・社会的自由を確立させるための日本初の婦人運動団体として設立された。協会の機関紙「女性同盟」では再びらいてうが創刊の辞を執筆。新婦人協会は「衆議院議員選挙法の改正」、「治安警察法第5条の修正」、「花柳病患者に対する結婚制限並に離婚請求」の請願書を提出。特に治安警察法第五条改正運動（女性の集会・結社の権利獲得）に力を入れた。
しかし、1921年（大正10年）に過労に加え、房枝との対立もあり協会運営から退く。また、伊藤野枝、堺真柄、山川菊栄などの社会主義者は赤瀾会を結成し、『新婦人協会と赤瀾会』（『太陽』大正10年7月号）を皮切りに新婦人協会およびらいてうを攻撃する。らいてうが去り、房枝も渡米した後、新婦人協会は坂本真琴と奥むめおらを中心に積極的な運動を継続し、1922年（大正11年）に治安警察法第5条2項の改正に成功。しかし、その後の活動は停滞し、翌1923年（大正12年）末に解散。らいてうは文筆生活に入った。

### 1930年代
世界恐慌時代になると消費組合運動等にも尽力、高群逸枝らの無政府系の雑誌『婦人戦線』へ参加する。

### 戦後

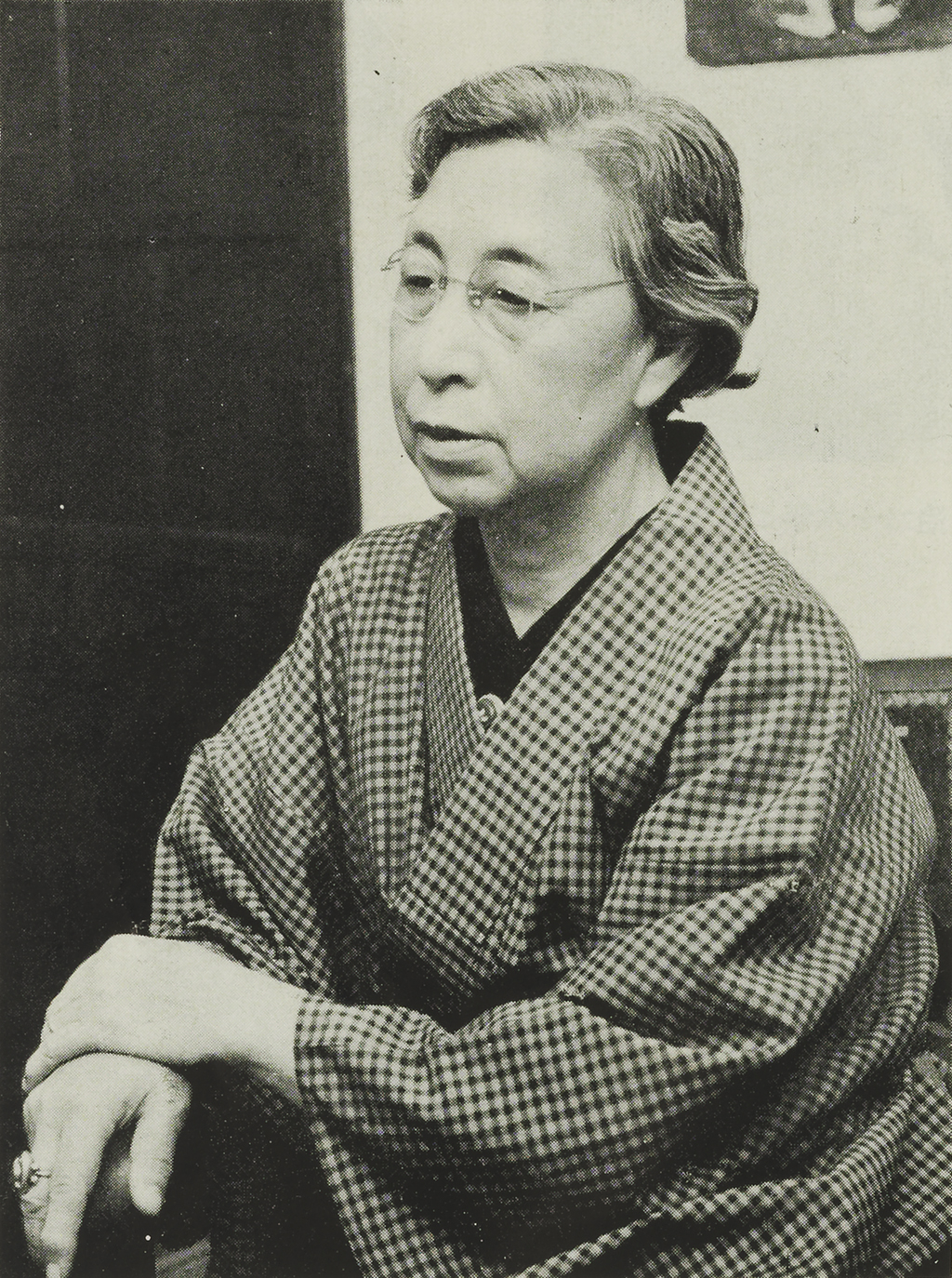
1955年

第二次世界大戦後は、日本共産党のシンパサイザーとして活動し、婦人運動と共に反戦・平和運動を推進した。1950年（昭和26年）6月、来日したアメリカのダレス特使へ、全面講和を求めた「日本女性の平和への要望書」を連名で提出。翌年12月には対日平和条約及び日米安全保障条約に反対して「再軍備反対婦人委員会」を結成。1953年（昭和28年）4月5日、日本婦人団体連合会を結成し初代会長に就任。同年12月、国際民主婦人連盟副会長就任。1955年（昭和30年）、世界平和アピール七人委員会の結成に参加、同会の委員となる。
1960年（昭和35年）、連名で「完全軍縮支持、安保条約廃棄を訴える声明」発表。
1962年（昭和37年）10月19日、平塚、いわさきちひろ、野上弥生子、羽仁説子、岸輝子、桑沢洋子、櫛田ふき、深尾須磨子、壺井栄ら32人の女性の呼びかけにより「新日本婦人の会」が結成された。
1964年（昭和45年）2月18日に、1941年に入籍した夫の奥村が東京都世田谷区関東中央病院で死去、死因は急性骨髄性白血病であった。 
1970年（昭和45年）6月にも市川らと共に日米安保廃棄のアピールを発表する。またベトナム戦争が勃発すると反戦運動を展開。1966年（昭和41年）「ベトナム話し合いの会」を結成、1970年（昭和45年）7月には「ベトナム母と子保健センター」を設立する。「女たちはみな一人ひとり天才である」と宣言する孤高の行動家として、らいてうは終生婦人運動および反戦・平和運動に献身した。

### 最晩年
自伝の作に取り掛かるも、1970年（昭和45年）に胆嚢・胆道癌を患い、東京・千駄ヶ谷の代々木病院に入院した。らいてうは入院後も口述筆記で執筆を続けていたが、1971年（昭和46年）5月24日に入院先で死去した。享年86（満85歳没）。法名は明媼之命。命日の5月24日は筆名をそのまま当てて「らいてう忌」と呼ばれている。13歳まで同居していた孫によると、肉親から見た姿は、世間一般の「らいてう」像とはだいぶ異なり、「身長は約145センチで同世代と比べても小柄。声は小さく内向的で言葉少ない人だった」と内実を語っている。

## エピソード

### 若い「つばめ」の由来
「相手の女性よりも年下の恋人」をつばめと呼ぶのは、奥村がらいてうと別れることを決意した際の手紙の一節を、らいてうが『青鞜』上で発表し、一種の流行語になったことに由来する。
「静かな水鳥たちが仲良く遊んでいるところへ一羽のツバメが飛んできて平和を乱してしまった。若いツバメは池の平和のために飛び去っていく」

### 菜食主義
1951年に、アーネスト・スウィフトが世界の菜食主義者の目録を作る際に、らいてうに問い合わせがあり目録に追加されたが、らいてうが36、37歳の頃、頭痛と嘔吐で生きた心地もせず、治せる医者も薬もなく困っていたところに、石塚左玄の食養や二木謙三の玄米食について読み、そして会って話を聞き、食生活の誤りを悟り、以来30年近く実践してきた。

## 家族
- 父・平塚定二郎 - 元紀州藩士で、東京外語学校に学び、参事院書記官となる。1886年に会計検査院に移り、翌年より1年半にわたり欧米視察。のちに第一高等学校のドイツ語講師を兼任[36]。
- 夫・奥村博史（奥村博[37]、1889-1964）- 神奈川県藤沢生まれ[注釈 19]、洋画家[38]、舞台人[38]。指輪の制作者としても知られ、1933年に国画会工芸部門で受賞し会員となる[39]。奥村家は加賀藩前田氏に仕えた藩士だったが、明治維新で開拓民として北海道余市に移り、呉服の行商などで財を成した[36]。博史は18歳で上京し、大下藤次郎の美術学校「日本水彩画会研究所」（1907年設立）[注釈 20][39]に通っているときにらいてうと知り合う[24][36]。新劇運動に参加し、1913年に上山草人率いる近代劇協会のファウスト公演で帝劇に出演し、以来しばしば舞台に立つ[36]。1914年にらいてうと結婚し[40]、事実婚であったものの、息子敦史が産まれた後は婚姻届を出して夫婦となった[24]。2児をもうけ、1925年に成城学園の美術講師となる[注釈 21][36]。武者小路実篤の新しき村の美術部にも所属[36]。著書に自伝的小説『めぐりあい』（現代社、1956）など。らいてうの墓は博史の没後に建てられ、夫妻は共に眠っている。
- 長女・曙生（あけみ、1915-1993）- 妊娠中にらいてうは、森田草平との心中未遂事件を扱った連載「峠」を執筆していたが、つわりにより中断、奥村入院中に曙生が生まれた[41]。私立滝野川幼稚園から那須郡佐久山町の佐久山尋常小学校に入学後、富士前小学校、成城小学校と転校[36]。近江学園の職員で社会学者の築添正二と結婚。著書に『母子随筆』がある（平塚らいてうと共著、桃季書院、1948）。再生不良性貧血から肺炎を併発し、同居していた娘の美可・美土に看取られ没す[42]。
- 長男・奥村敦史（あつふみ、1917-2015）- 早稲田大学理工学部機械工学科教授。『材料力学』、『メカニックス入門』、『わたくしは永遠に失望しない 写真集平塚らいてう－人と生涯』などの編著書がある。老衰により満97歳にて没[43]。
- 孫・奥村直史（1945年生）- 敦史の子で、らいてうの孫[44]。早稲田大学第一文学部哲学科心理学専修卒業後、病院の心理療法士として勤務ののち、東洋学園大学非常勤講師。1973年-2007年日本臨床心理学会運営委員。『平塚らいてうー孫が語る素顔』（平凡社新書 2011）[45]、『平塚らいてう その思想と孫から見た素顔』（平凡社ライブラリー 2021）を上梓。
- 孫・築添美可 - 1970年代に日劇ミュージックホールでダンサーとして活動（芸名：炎美可）[46][47][48]。
- 孫・築添美土[46]

## 著書

### 単著
- 『円窓より』東雲堂書店、1913年5月。
  - 『円窓より』（復刻版）不二出版〈叢書『青鞜』の女たち 第1巻〉、1985年11月。
  - 『円窓より』（複製版）大空社〈叢書女性論 8〉、1995年6月。ISBN 9784756800176。
- 『扃ある窓にて』東雲堂、1913年6月。NDLJP:911678。
- 『現代と婦人の生活』日月社〈反響叢書 第2編〉、1914年11月。NDLJP:913472。
- 『らいてう第三文集 現代の男女へ』南北社、1917年12月。NDLJP:908624。
  - 『現代の男女へ』山崎朋子監修、大空社〈叢書女性論 13〉、1996年1月。ISBN 9784756800220。
- 『婦人と子供の権利』天佑社、1919年12月。
  - 上笙一郎 編『婦人と子供の権利』山崎朋子解説、久山社〈日本「子どもの権利」叢書 9〉、1995年10月。ISBN 9784906563166。
- 『女性の言葉』教文社、1926年9月。NDLJP:1018755。
- 『らいてう随筆集 雲・草・人』小山書店、1933年7月。
- 『母の言葉』刀江書院〈子供の研究と教育叢書 7〉、1937年2月。
- 『わたくしの歩いた道』新評論社、1955年3月。
- 自伝単行本、大月書店
  - 『元始、女性は太陽であった 平塚らいてう自伝』 上、大月書店、1971年8月。
  - 『元始、女性は太陽であった 平塚らいてう自伝』 下、大月書店、1971年9月。
  - 『元始、女性は太陽であった 平塚らいてう自伝』 続（戦後篇）、大月書店、1972年10月。
  - 『元始、女性は太陽であった 平塚らいてう自伝』 完、大月書店、1973年11月。
    - 大月書店〈国民文庫〉1-4巻に改版。
      - 『元始、女性は太陽であった 平塚らいてう自伝』 1巻、大月書店〈国民文庫〉、1992年3月。ISBN 9784272888115。
      - 『元始、女性は太陽であった 平塚らいてう自伝』 2巻、大月書店〈国民文庫〉、1992年3月。ISBN 9784272888122。
      - 『元始、女性は太陽であった 平塚らいてう自伝』 3巻、大月書店〈国民文庫〉、1992年3月。ISBN 9784272888139。
      - 『元始、女性は太陽であった 平塚らいてう自伝』 4巻、大月書店〈国民文庫〉、1992年3月。ISBN 9784272888146。
- 『むしろ女人の性を礼拝せよ 平塚らいてう新性道徳論集』人文書院、1977年7月。
- 岩見照代編・解説 編『平塚らいてう』日本図書センター〈作家の自伝 8〉、1994年10月。ISBN 9784820580096。
- 米田佐代子 編『金いろの自画像 : 平塚らいてうことばの花束』大月書店、2005年5月。ISBN 9784272350193。

### 共著
- 平塚らいてう、平塚曙生『母子随筆』桃季書院、1948年3月。

### 監修
- 『われら母なれば 平和を祈る母たちの手記』平塚らいてう・櫛田ふき監修、青銅社、1951年12月。

### 翻訳
- エレン・ケイ『母性の復興』新潮社、1919年5月。
  - 復刊 エレン・ケイ『母性の復興』水田珠枝 監修、ゆまに書房〈世界女性学基礎文献集成 明治大正編 第12巻〉、2001年6月。ISBN 9784843303191。
- ジョン・スチュアート・ミル「婦人の隷属」『母性の復興』平凡社〈社会思想全集 第36巻〉、1929年11月。

### 作品集

#### 著作集
『平塚らいてう著作集』第1巻
収録：幽愁、元始、女性は太陽であった—『青鞜』発刊に際して、花芙蓉、ヘッダについて、編集後の雑感想（『青鞜』第3号の編集後記）、高原の秋、ノラさんに、円窓より、四月の評論二、三、読んだ「マグダ」、田中王堂氏の『哲人主義』、円窓より、女としての樋口一葉女史、靄の帯、『恋愛と結婚』（エレン・ケイ著）連載にあたって、一年間、世の婦人たちへ、民衆と政府と新しきものと、赤城よりN氏に、「動揺」に現われた野枝さん、新しい女、諸名士のいわゆる「婦人問題」について、わがまなこ、ヴィヴィとその母の生活、編集室より、独立するについて両親に、荒木郁子氏の『火の娘』を読んで、書籍紹介と批評『性的特徴』（ハベロック・エリス著、小倉清三郎氏訳）、『女性間の同性恋愛』（エリス著、野母訳）の序言、西川文子氏の『婦人解放論』を評す、小感二、三、田村俊子氏の「炮烙の刑」の竜子について、婦人の生活を重んじない社会、旅の七日間、森田草平氏に、最近の感想、『青鞜』第三周年における雑感、御宿より、談話に代えて『生活』記者に、いわゆる職業婦人について、田村俊子さん、エレン・ケイ女史、我国における婦人問題の世界的地位
「母性の主張について」
収録：『青鞜』と私—『青鞜』を野枝さんにお譲りするについて、小倉清三郎氏に—「性的生活と婦人問題」を読んで、個人としての生活と性としての生活との間の争闘について、処女の真価、峠、明治末年より大正初頭の我が婦人問題、『愛の争闘』に現われたる両性問題、南湖より（1）、母となりて、母性の主張について、現代の女学校教育に対する女学生としての不平、南湖より（2）、南湖より（3）、南湖より（4）、差別的性道徳について、厄年、産児数制限の問題、私の知っている神近市子さん、いわゆる自由恋愛とその制限、今日の政局に対して、母としての一年間、青年男女の交際について、矢島楫子氏と婦人矯風会の事業を論ず、伊藤野枝さんの歩かれた道、避妊の可否を論ず、売笑婦問題について、井上哲次郎氏の良夫賢父を難ず、母性保護の主張は依頼主義にあらず、嘉悦孝子女史の愚言、いま一度母性保護問題について与謝野晶子氏に寄す、老死、「死とその前後」を見て、他
「社会改造に対する婦人の使命」
収録：婦人再婚論、結婚の道徳的基礎、婦人労働問題と種族問題、現代家庭婦人の悩み、戦後の婦人問題—婦人労働問題と種族問題、永遠に夢の世界へ、「例の会」のことと「燕」という名の起り、我が国の婦人参政権問題について、女工国日本、我が国における女工問題、名古屋地方の女工生活、我が現行法上の婦人、流行に対する婦人の覚悟、男女同一賃銀の要求について、婦人の団結を望む—関西婦人会連合会において、卑劣なる男子の態度、新婦人協会の議会運動について与謝野晶子氏にお答えいたします、婦人自身にかえれ、『女性同盟』創刊号宣言、社会改造に対する婦人の使命—『女性同盟』創刊の辞に代えて、花柳病男子結婚制限法制定に関する請願運動、花柳病と善種学的結婚制限法、北陸より関西へ、治安警察法第五条の修正と花柳病男子の結婚制限、婦人労働問題に対する一つの立場、議会運動について、婦人の時代がきました—大阪覚醒婦人大会において、波紋（感想）、第1回総会に際し過去一年半を回想して、軍備縮小問題—ハーディング氏の提議について、柳原燁子さん、川村警保局長の言葉、女として生活するうえにおいて我が現行法に対して感じたこと、離婚しえない悩み、治警五条修正案通過祝賀演説会に寄せて、家庭改造の根本義、新婦人協会の回顧、明るい色よりも暗い色、震災雑記—子らへ、都市経営に繋る女性の分け前、自然女伊藤野枝さん、新帝都のために、いわゆる恋愛の三角関係についての考察
「むしろ性を礼拝せよ」
収録：この社会悪の怖ろしさを知れ、我が婦人参政権運動の将来、母としてのわたくしの生活、ひと昔前の婦人界、むしろ性を礼拝せよ、生命から見はなされつつある現代の女性、ある母の手紙—富本一枝さんに、春窓雑筆、佐久山に住みて、参禅していたころ、エミール・ルカの『エロス』を読みて、青春期の危機に心せよ—大磯心中事件について、三宅やす子さん、おのれと語る、市川房枝さんのこと、ある女流教育家の言葉、ある日の子供、家庭の仕事を職業とみる、春が来た、竹林、栗の花、野の花、童心、長髪について、ある日の子供、夕やけ空、ある日の子供、烏山より、烏山より、百舌の声、烏山より、田中芳子さんの近業、山川菊栄さん、小さき生命、断想、奥むめおさんのこと、深草の里、わだちの音（1）、虐げられたる現代の母性、ただひとりを、千駄ヶ谷に住みて、あの時分の人たち、タゴールの婦人論を読みて、なぜ女性作家が活躍しないか、農村婦人の生活と健康、私が大きくなったら、心の置き方、麦の芽、母性の萌芽、うれしい雨、子供を成城小学校に入れたことについて、烏山より、烏山より、妻の俸給、三宅やす子氏の創作の中の女性について、子供に見せたい映画、ある日の日記、わたくしたちの貧乏について、エレン・ケイ女史の死、高群逸枝さん、高群逸枝さんの『恋愛創生』を読む、ひとりいて、蛙なく、土に座して、娘のころのおもいで、母の感謝、わたくしの断髪、婦選のこと、職業婦人連盟について、父兄の一人として—高等女学校設置問題についての私見、女の立場から生田長江氏の婦人非解放論を評す、砧村に建てた私たちの家、わだちの音（2）、無産政党と婦選運動、無産政党と無産婦人団体、転換期に立てる日本の婦人参政権運動、モダンガールについて、わが子の性教育について、かくあるべきモダンガール、青鞜社のこと、子らの夏やすみ、学校生活を卒えたお嬢さんたちへ、母性愛の主唱、世界の女性—エレン・ケイ、女子教育における母性主義について、青鞜社はどんな役目をしたでしょう、新婦人団体への待望、政治的進出時代、分裂前の自我、海のおもいで、砧村に住みて、靴下つくろい、男女の共学、映画に対する母の態度、女高師問題について文部当局へ、夫に従うべきか親に従うべきか
「婦人戦線に参加して」
収録：現代の教育、相続法改正案について、その他、婦選運動者へ—全婦人団体よ、婦選をその綱領に掲げたる無産政党を応援せよ、二十五年前のわたくし、児童映画の問題と入学制度の問題、婦人雑誌の悪傾向について、知識婦人についての考察、婦選運動をいかに導くべきか、政友会の婦選案に対する全国婦人同盟の声明批評、汎太平洋婦人会議と日支問題、二業地許可問題、対支問題と婦人界、砧村より、中学制度改善案に対する私見、傍聴雑感、救護法・母子保護法・その他、親ごころ、子ごころ、母性愛が要求する産児制限、バーナード・ショウの社会主義解説、最近雑感二、三、新性道徳のカオス、恋愛殉死論、寺内綾子さんの殉死、婦人の緊縮運動、婦選時代の日本婦人、ある日の対話、小学校時代のおもいで一つ、婦人戦線に参加して、かえりみて、三十年前の私、明治から大正へ、女流雄弁界の動き、一、二の反動女性、砧村雑草、麻雀狂時代、むしろ母子保護法を制定せよ、儲けない商売—消費組合について、母性にそそぐ涙、本能としての協同心の発展、中産家庭婦人と消費組合運動、制服について、子らの疑問、不死について、明日の女性に要求される一つの資格、わたくしの見た教育的生活環境としての自由学園、世帯疲れに窶れた妻に代わりて、育児社会化の思想を再吟味せよ、協同組合組織による病院の設立、産児調節相談所、ラジオと婦人の生活、中年婦人と健康、近く母となる若き友へ、上方の女、修禅について、男性の旧い感情、二百号記念を迎えて創刊当時の思い出を語る、ミセス羽仁の『みどりごの心』を読む、銀座商店街のデパート身売り、母よ手をとれ、悲嘆の嵐の中で—村々に医療組合を持とう、消費組合と婦人の位置、娘に恋を打ち明けられた時、娘の結婚について、青年辻潤氏、死ということ、祖先を語る、ニュースの中から問題を拾って—女共産党員への抗議、ニュースの中から問題を拾って—百貨店女店員の採用条件、ニュースの中から問題を拾って—弱かった二令嬢 「箱入娘」の多いことよ、ニュースの中から問題を拾って—市政浄化と女性、女性共産党員とその性の利用、結婚する娘に、朝と夜の心の調整、竜胆の花を買う、友達の遺書、今井邦子さんの『茜草』を読む、女性と読書、憶い出の中の鳥たち、本議会に何を期待するか、むしろよろこばしき結婚解消、片多徳郎氏のこと、欲望の解放から統制へ、心のゴミさらい、第一歩を踏み誤った女、三峰山へ
「娘に母の遺産を語る」
収録：友松円諦氏をめぐる浄土問題について、現実生活に処する道、娘に母の娘時代を語る、学校の暴力行為、またしても傾ける首、顔がみたい優良国民、列車内の飲酒、非教育的な暴力の解決、叱責よりも親ごころ、武者小路実篤氏の『日本の偉れた人々』、わたくしの郷里、公民教育の徹底、子女の家出問題、消費者—中央市場の紛争と消費組合問題、母の務めを終えた寡婦の生き方、軍人観、公娼廃止、残忍以上、『婦人公論』二〇周年に際して女性への言葉、窪川稲子さんへ—「怖ろしき矛盾」を読みて、教員と恋愛、今井邦子夫人の『和琴抄』を読む、眼と力を内へ、年齢を思う、肉親の離反、孤独か、再婚か、怪我の功名、嫁、姑、夫、声のみでは帰れない、結婚と離婚—中川善之助氏の新著『妻妾論』を読む、教員は精神薄弱者か、まず万教和協せよ、性に目覚めるころの思い出、女性の感激、砧村に住みて、男性の恋愛観、女性観、助からぬ消費者、帰らぬ娘、「母親」の反省、より広い視野があるはず、最近の婦人雑誌を見て、梅雨時の孟宗林、職業婦人とお化粧、「老いたる父」の問題、共同炊事はいかが、最初の記憶、責任は父親に、女の勝気、青鞜時代、母である歓び、娘に母の遺産を語る、『新生』の女主人公長谷川こま子さんについて、「母子保護法」に寄す、一つの解決策、女の感想、われら何を成すべきか？、少女とその母に贈る、たべもの、娘の結婚式に臨みて、雨の藤、「坐ること」と「歩くこと」、正七位お郁さん、若き母たちへ—食養法について、お米の問題、Y夫人の夢、民族優生保護法に関連して、今議会と婦人、最近の発見、戦争と産児、花菖蒲咲くころ、目白の思い出、混食について、高群逸枝氏の『女性二千六百年史』、美完元の雷鳥、旅中雑記、馬場孤蝶先生を偲びて、新政治体制と婦人、日記抄、女子国民服への要望、結婚・家庭・子供、亡き父を偲びて、わが少女の日、母娘の会話、玄米食の体験を語る、小貝川通信
「私は永遠に失望しない」
収録：婦人代議士に、あなた自身を知れ、学校を出たころのわたくし、心の平和運動、わたくしの夢は実現したか、陰陽の調和、雷鳥の軸、民族の未来のために、「婦人の日」大会における表彰に答えて、このごろの婦人の傾向について、昔の女学生と今の女学生、平和のつばさ、初対面の印象、婦人の日を迎えて、女流作家が世に出るまで、非武装国日本女性の講和問題についての希望要項、非武装の平和、日本の母の立場、朝鮮の動乱と私たち女性の覚悟、憲法を守りぬこう、世界平和への道、婦人団体の国連研究、窮極の平和を目ざして、人類に一つ言葉を！、婦選行使五周年を迎えて、晶子先生とわたくし、昭和婦人解放運動史—太平洋戦争に突入するまで、高村光太郎と智恵子夫妻、一つの世界の建設、婦人少年局の廃止反対声明書（草案）、『われら母なれば』まえがき、人類の平和への意志、危機の新年に立つ、非武装国日本女性より米国上院議員諸氏に訴える、戦争放棄と日本の婦人、働く女性への一九五二年の課題、母こそ平和の力、婦人の日を迎えて、わたくしたちの菜食主義、真実を早く、予備隊と婦人部隊、高良さんをお迎えして、平和を望む全女性に訴える、左社中心のたたかい、婦人の日、心に誓うこと、“婦人の世界大会”のよびかけに答える、投票にのぞむ覚悟、貴重な国際的センス、天の下には成らぬものなし、一つに結ぶ力、平和へのみのり、一九五四年の婦人運動の方向、今年はたいへんな年、近ごろおそろしいことの一つ、収穫をめざして—一九五四年婦人の課題、あの日の感激のなかで—日本婦人大会を終えて、吉田首相へ—年賀状に対するお返事を読んで、国際婦人デーに思う、平和大集会へのよびかけ、一年の歩みをかえりみて、女性と政治、近所づきあい、新中国の国慶節に招かれて、婦人党内閣宣言、世界によい政治を—文化の日に思う、中華人民共和国のみなさんへ、李徳全さんをお迎えして、逗子の海岸、アンナ・コズローワさんへ、洋装のおもいで、日本母親大会おめでとう、主婦解放論—石垣・福田両氏の婦人論をめぐって、某月某日、年頭の所感、庶民のなかに生まれる力、今年の婦人の課題、日本婦人一〇年の歩みを語る、砂川基地拡張に思う、婦人参政の成果、“将来”を選ぶ重大な機会、大山先生の思い出、青鞜運動の背景、魅力あるお人柄、子どもの世紀、今年こそ私の念願の達せられる年としなければならない、良書のすすめ—平井潔著『愛と性』、ウィーン集会の成功を祈って、ことしこそ核実験停止を、高村智恵子さんの印象、若い婦人に期待する、福田英子さんのおもいで、好日抄、食養に生きる、昔は産制さえ罪悪、清らかな強さ—猿橋勝子さん、婦人運動五〇年をかえりみて、火の女火の国に帰る—除幕式祝辞、鴎外夫妻と『青鞜』、鴎外先生について、野卑な攻撃を見かねて、世界の婦人の祈り、奥村博史の裸婦素描について、自我の確立へのたたかい、最後の拠点は第九条—“日本をどう防衛するか”の質問にこたえて、憲法を守りぬく覚悟、「ベトナム話し合いの会」によせてひとこと、働く人びととともに力づよい運動を—世界に高まるベトナム戦争反対の行動、中立のあかし、朝鮮人の帰国協定、人道的立場守れ—在日朝鮮人の帰国継続を、心からの支持と協力を—ベトナム戦争を終わらせるための二つの国際会議、北爆全面停止をむかえて、折にふれて、婦人のすべての票が安保廃棄の政党へ
「写真・書簡・年譜・著作目録」
収録：写真集、書簡集、書簡集注解、平塚らいてう年譜（小林登美枝）、平塚らいてう著作目録

#### 評論集
『平塚らいてう評論集』小林登美枝・米田佐代子 編（岩波書店〈岩波文庫〉、1987年）
収録：元始女性は太陽であった、世の婦人たちに、扃ある窓にて、新しい女、独立するについて両親に、「個人」としての生活と「性」としての生活との間の争闘について（野枝さんに）、母性の主張について与謝野晶子氏に与う、母としての一年間、与謝野、嘉悦二氏へ、母性保護問題について再び与謝野晶子氏に寄す、婦人の労働問題と種族問題、現代家庭婦人の悩み、社会改造に対する婦人の使命、軍備縮小問題、家庭改造の根本義、都市経営に繋る女性の分け前、子供の教育のことなど（一枝さんに）、家庭の仕事を職業と見る、子供を成城小学に入れたことについて、土に座して、かくあるべきモダンガアル、婦選運動者へ、婦人戦線に参加して、母の務めを終えた寡婦の生き方、職業婦人とお化粧、わたくしの夢は実現したか、「婦人の日」大会における表彰に答えて、非武装国日本女性の講和問題についての希望要項、人類に一つ言葉を！、一つの世界の建設、わたくしたちの菜食主義、主婦解放論、庶民の中に生れる力、子どもの世紀、世界の婦人の祈り、憲法を守りぬく覚悟

## 論文
- 「昭和婦人解放運動史 上 太平洋戦争に突入するまで」『女性改造』第6巻第5号、改造社、1951年5月、34-38頁、NAID 40001870318。
- 「昭和婦人解放運動史 下 太平洋戦争に突入するまで」『女性改造』第6巻第7号、改造社、1951年7月、38-45頁、NAID 40001870416。
- 「人類の平和への意志」『婦人公論』第38巻第1号、中央公論新社、1952年1月、68-72頁、NAID 40003329079。
- 「米国上院議員に送つた再軍備反対のアピールについて」『世界国家』第6巻第3号、国際平和協会、1952年3月、20-21頁、NAID 40002118721。
- 「平和にいのる」『随筆』第1巻第9号、産業経済新聞社、1952年9月、33-35頁、NAID 40001991646。
- 「アジアの平和は婦人の手で—李徳全さんをお迎えして」『改造』第36巻第1号、改造社、1955年1月、70-73頁、NAID 40000380650。
- 「主婦解放論」『婦人公論』第40巻第10号、中央公論新社、1955年10月、NAID 40003326786。
- 「庶民の中に生れる力」『婦人公論』第41巻第1号、中央公論新社、1956年1月、NAID 40003326883。
- 「「青鞜社」のころ（座談会）」『世界』第122号、岩波書店、1956年2月、115-131頁、NAID 40002093680。
- 「「青鞜社」のころ（座談会）」『世界』第123号、岩波書店、1956年3月、133-144頁、NAID 40002093711。
- 「平塚らいてう 戦後日記（1953-58）」『平塚らいてうの会紀要』第12号、平塚らいてうの会、2019年8月、28-63頁、NAID 40021994752。

## 関連作品

### 映画
- ドキュメンタリー映画『平塚らいてうの生涯 元始、女性は太陽であった』（原作：羽田澄子 - 平塚らいてうの記録映画をつくる会企画、自由工房製作、2001年）

### テレビドラマ
- 『春の波涛』（1985年、NHK大河ドラマ、演：岡本麗）
- 『あさが来た』（2015年-2016年、第26週、連続テレビ小説、演：大島優子）
- 『とと姉ちゃん』（2016年、連続テレビ小説、演：真野響子）
- 『風よあらしよ』（2022年、NHK BSプレミアム、演：松下奈緒）

### 演劇
- 『私たちは何も知らない』（2019年、二兎社、演：朝倉あき）